# Aymoré Moreira
Aymoré Moreira (Miracema, Rio de Janeiro, 1912 - Salvador de Bahia, 26 de juliol de 1998, fou un jugador i entrenador de futbol brasiler, que va conduir la selecció del seu país a guanyar el seu segon Mundial de Futbol. Era germà de Zezé Moreira i Ayrton Moreira, tots dos entrenadors de futbol com ell.

## Biografia
Va començar la seva carrera com a mitja punta, però aviat va destacar com a porter, posició a la qual va jugar a l'América Football Club, Palmeiras i Botafogo, entre els anys 1936 i 1946; també va participar en alguns partits per la "seleçao Brasileira".
Després de jubilar-se com a jugador, va esdevenir un entrenador d'èxit, conduint la selecció de futbol del Brasil al seu segon títol mundial a Xile, 1962. Aymoré va dirigir la "seleçao" en 61 partits, amb 37 victòries, 9 empats i 15 derrotes. A més de guanyar la Copa del Món, va ser entrenador de l'equip "canarinha" que va guanyar la Taça Oswaldo Cruz els anys 1961 i 1962, Taça Bernardo O'Higgins el 1961 i 1966, la Copa Roca el 1963 i la Taça Rio Branco el 1967.
Entre els equips entrenats per Aymoré Moreira, hi descaquen Bangu, Palmeiras, Portuguesa, Botafogo, São Paulo, Galícia i Panathinaikos.